# Колакі (Вармінсько-Мазурське воєводство)
Колакі (пол. Kołaki, нім. Kollacken) — село в Польщі, у гміні Барчево Ольштинського повіту Вармінсько-Мазурського воєводства.
У 1975-1998 роках село належало до Ольштинського воєводства.